# Whirlpool Corporation
The Whirlpool Corporation (NYSE: WHR) er en amerikansk multinational producent af husholdningsmaskiner. I 2014 havde koncernen en omsætning på 19,9 mia. amerikanske dollar, og omkring 100.000 ansatte, hvilket gjorde koncernen til verdens største producent af husholdningsmaskiner.
Koncernen har hovedsæde i Benton Charter Township i Michigan i USA. Der drives omkring 70 centre i verden med fabrikations- og forskningsfaciliteter.
Virksomhedens mærker omfatter Whirlpool, Maytag, KitchenAid, Jenn-Air, Amana, Gladiator GarageWorks, Inglis, Estate, Brastemp, Bauknecht, Indesit og Hotpoint.
Efter overtagelsen af Maytag Corporation 31. marts 2006 overgik Whirlpool Corporation Electrolux som verdens største producent af husholdningsmaskiner.

## Historie
Upton Machine Company blev etableret 11. november 1911 af Louis Upton (Lou) og hans onkel Emory Upton. Efter et fejlslagent forretningseventyr overtog Lou et patent på en manuel tøjvasker og han henvendte sig til Emory for at undersøge om, der kunne tilføjes en elektrisk motor til designet. Med investeringshjælp på 5.000 $ begyndte de at producere elektrisk-motordrevne vridevaskere.
I 1929 fusionerede Upton med Nineteen Hundred Washer Company fra Binghamton i New York og navnet Nineteen Hundred Corporation blev indført. I 1947 blev introduceret en automatisk spinder-type vaskemaskine, som blev solgt af Sears Roebuck under mærket "Kenmore" og et år senere solgt af virksomheden under mærket "Whirlpool".
I 1950 blev The Nineteen Hundred Corporations navn ændret til The Whirlpool Corporation.

## Væsentlige mærker
- Acros
- Admiral
- Amana
- Ariston
- Bauknecht
- Brastemp
- Consul
- Estate
- Gladiator GarageWorks
- Hotpoint (Europa)
- Indesit
- Inglis
- Jenn-Air
- KitchenAid
- Maytag
- Polar
- Privileg
- Roper
- Scholtès
- Hefei Sanyo
- Whirlpool